# Grange-Blanche
Pour la station de métro, voir Grange-Blanche (métro de Lyon).
Grange-Blanche est un quartier de Lyon (France) situé à cheval sur les 3e et 8e arrondissements.
Il est desservi par la ligne D du métro et les lignes T2 et T5 du tramway de Lyon à la station Grange-Blanche.
Ce quartier est centré autour de la place d'Arsonval. On y trouve notamment le centre international de recherche sur le cancer, l'hôpital Édouard-Herriot et la faculté de médecine et de pharmacie, école d'infirmiers Rockefeller.

## Histoire
Jusqu’au XXe siècle, le quartier de Grange-Blanche n’était occupé que par des terrains agricoles. Grange-Blanche était un domaine attaché depuis le XIIIe siècle aux actions charitables. Le domaine de la « Grange-Blanche » appartenait alors aux Templiers qui y hébergeaient et soignaient leurs chevaliers âgés.
Ce n’est qu’à partir de la première moitié du XXe siècle que le quartier sera réaménagé, en vue de remplacer l'Hôtel-Dieu de Lyon déjà vétuste et bondé, et de constituer un quartier lié à la santé.
L'hôpital de Grange-Blanche (aujourd’hui hôpital Édouard-Herriot) fut ainsi construit par Tony Garnier (1913-1933), à l'initiative d'Edouard Herriot, et complété par la Faculté de Médecine et Pharmacie Rockefeller et l'École Rockefeller (Institut IFSI Rockefeller).
Le quartier de Grange-Blanche fut alors surnommé le « quartier des hôpitaux ».

### Hôpital de Grange-Blanche
Au début du XXe siècle, Lyon, comme d'autres grandes villes de France, est en butte à des problèmes urbanistiques, du fait de l’évolution de la société (notamment avec l’industrialisation) comme de l'influence hygiéniste. Dans ces villes, on conçoit alors des quartiers dédiés à la santé.
Dès juillet 1910, la Ville de Lyon, décidée par Jules Courmont à remplacer son Hôtel-Dieu, acquiert le terrain de Grange-Blanche auprès d'une société immobilière de Grenoble, En 1911, on vise 1300 lits. La première pierre est posée en 1913 par le président Raymond Poincaré. Sous la direction de Tony Garnier, les travaux peuvent démarrer en 1914. La guerre les ralentit sans les interrompre car des prisonniers allemands sont employés sur le chantier. L'hôpital de Grange-Blanche est inauguré en 1933.
Cet hôpital se démarque des grands hôpitaux du style de l’Hôtel-Dieu, qui regroupe tout en une seule structure, en adoptant une constitution pavillonnaire, apparue au XIXe siècle. Les pavillons sont construits à taille humaine, limités à deux étages, clairement séparés, et chacun spécialisé dans un domaine précis (chirurgie, pédiatrie, etc.). Les pavillons sont reliés les uns aux autres par un système de galeries souterraines, sans doute inspirées de l’hôpital Bispebjerg de Copenhague, construit en 1913, et permettant aux malades de transiter d’un pavillon à l’autre sans passer par l’extérieur.
L'hôpital a été construit dans le pur style de Tony Garnier—même la chapelle cependant construite par Louis Thomas, un membre du cabinet de Tony Garnier délégué par celui-ci à cette construction.
À l’origine, l’hôpital était totalement piéton : les allées étaient bordées d’arbres et de parcs. Puis, avec l’utilisation massive de la voiture, les allées ont peu à peu laissé place aux actuels parkings et voies de circulation.

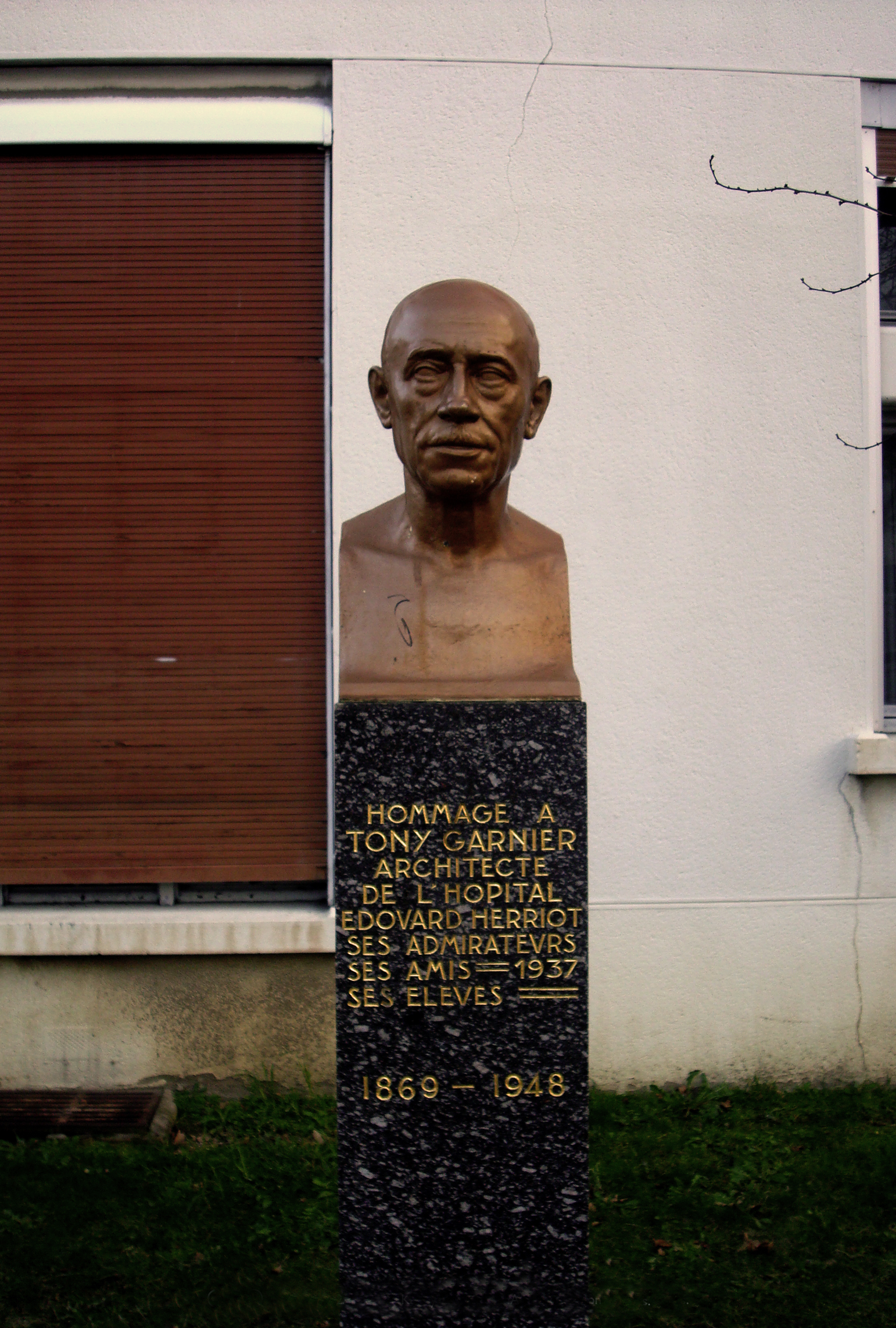
Buste à l'effigie de Tony Garnier rendant hommage à l’architecte
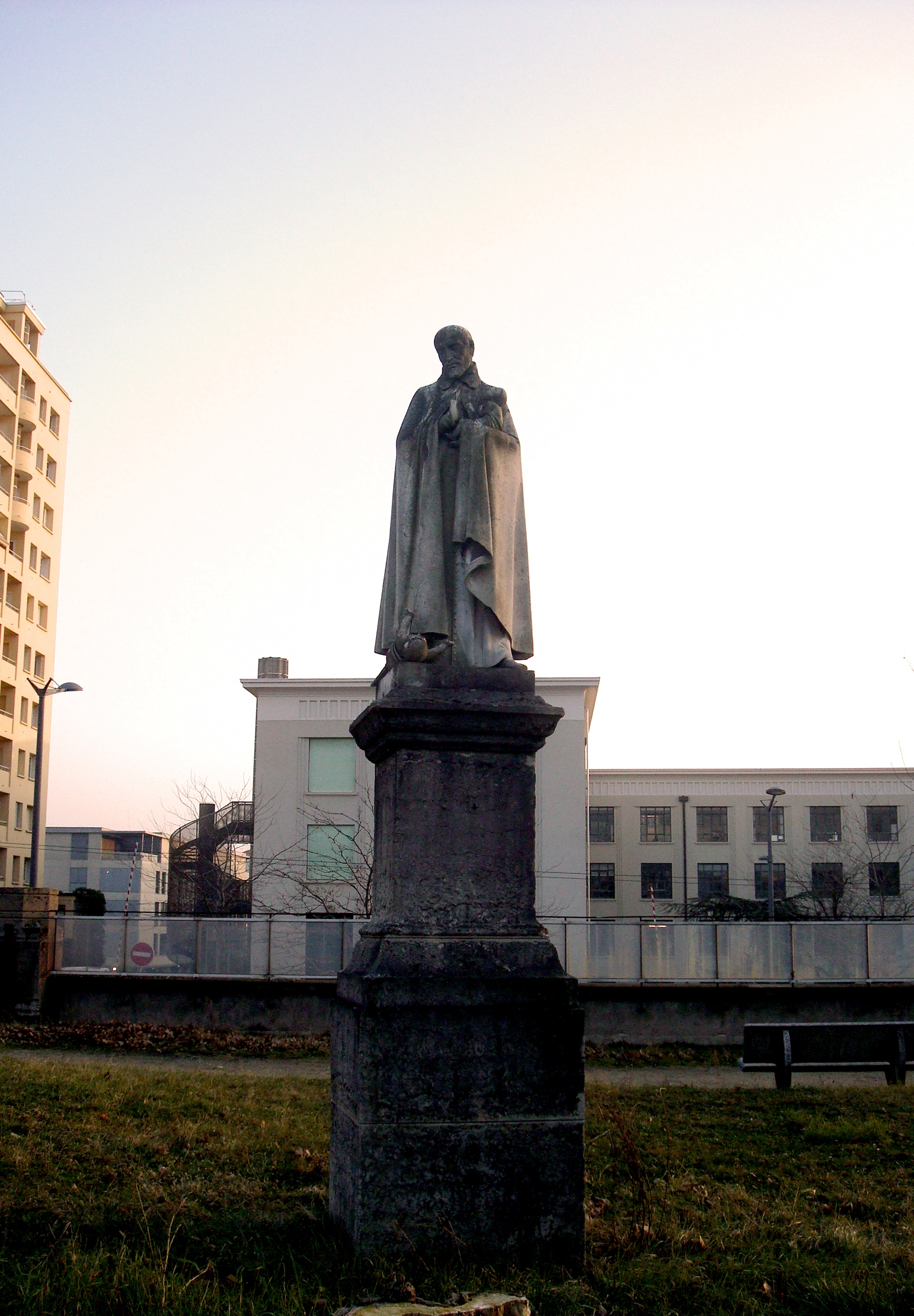
Statue à l'intérieur de l'hôpital

### Faculté de Médecine et de Pharmacie, école d'infirmiers Rockefeller
Le pôle santé imaginé par Édouard Herriot et Tony Garnier ne pouvait être complet sans lieu de formation à la santé, imaginés dès le début du projet.
En parallèle de la construction de l’hôpital de Grange-Blanche est donc menée celle de la faculté de Médecine et de Pharmacie de Grange-Blanche ainsi que celle de l’École de formation aux soins infirmiers. La faculté et l’école présentent bien le style de Tony Garnier, avec le toit en terrasse notamment. On retrouve également quelques détails, comme les frises sur les corniches, formés par des rectangles emboités qui rappellent ceux qui se trouvent dans l’hôpital.
Si les deux bâtiments portent le nom de Rockefeller, c’est tout simplement en hommage à John Davidson Rockefeller et sa fondation (la fondation Rockefeller) qui a collecté une partie des fonds nécessaires pour permettre la construction de la Faculté et de l’École.

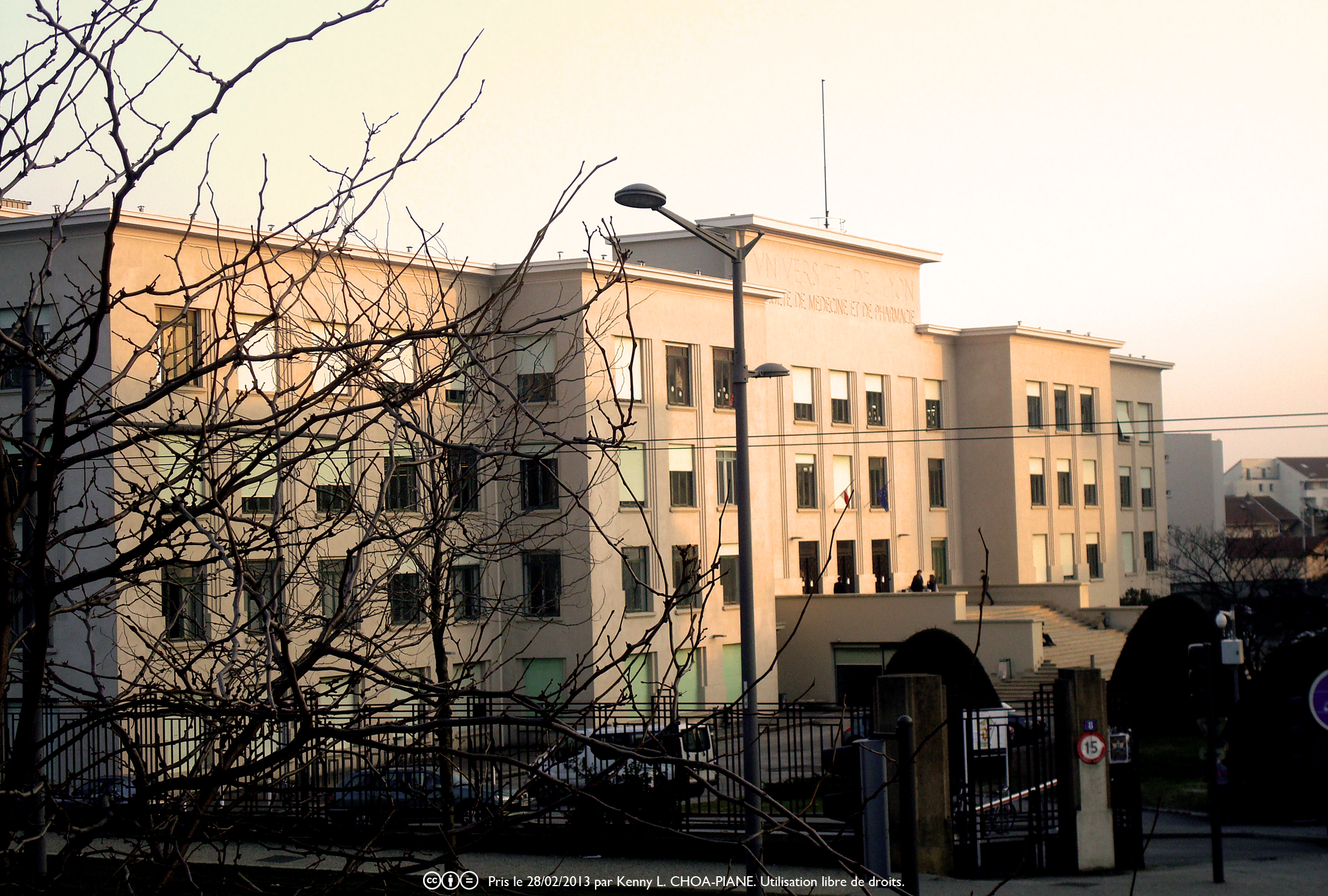
Vue de la faculté de médecine et pharmacie Lyon Est
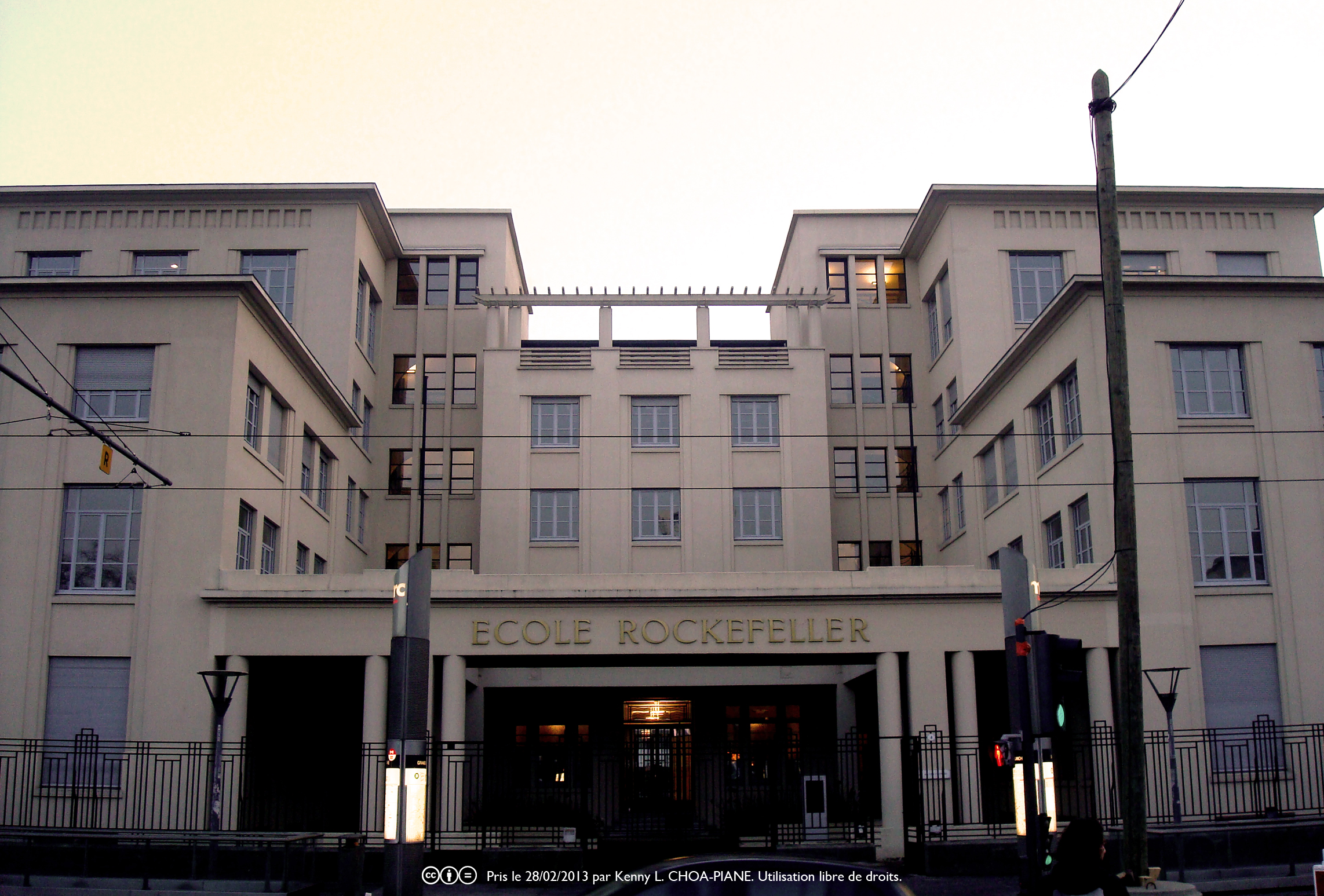
Vue de l'école IFSI Rockefeller
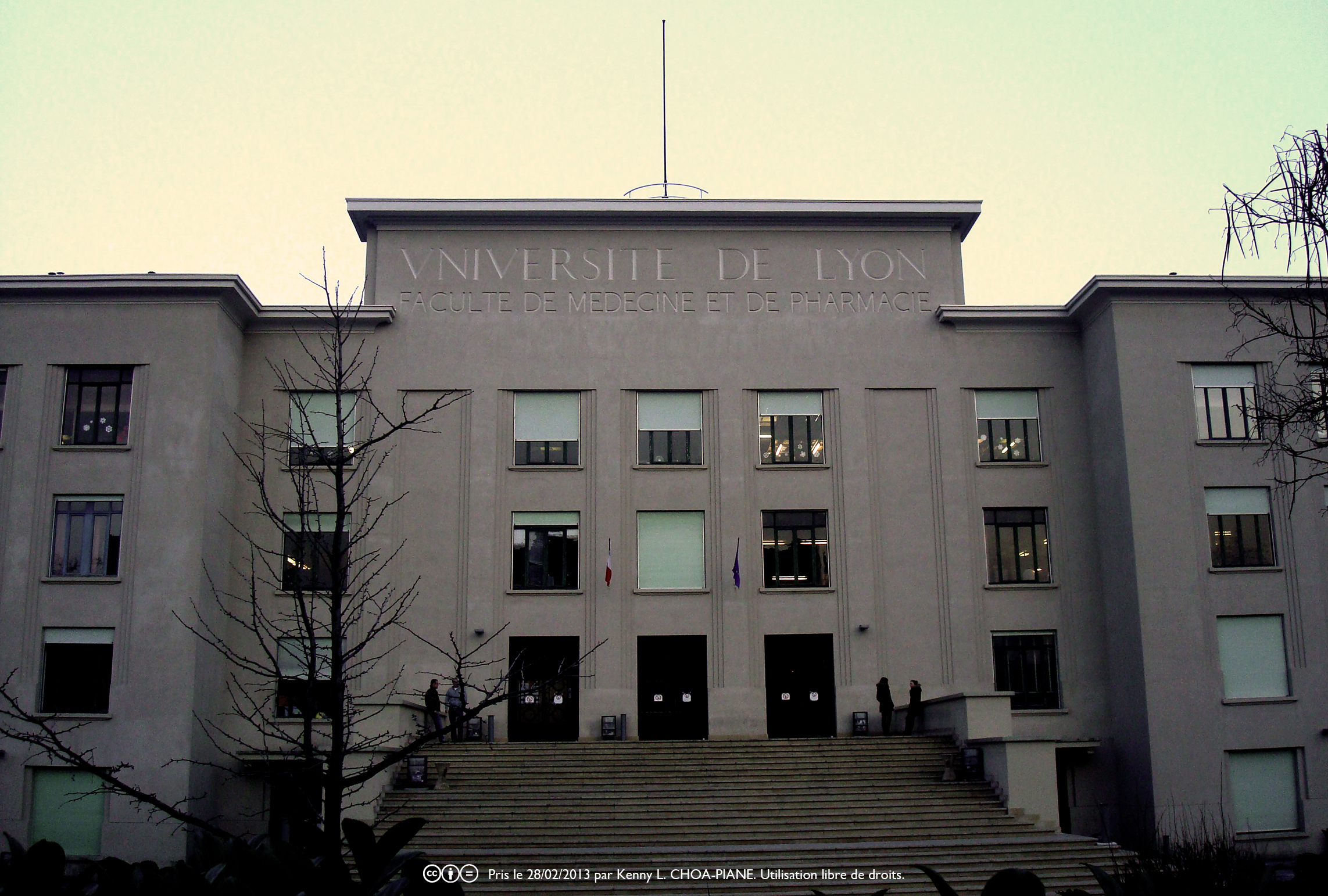
Vue de la faculté de médecine et pharmacie Lyon est, de face
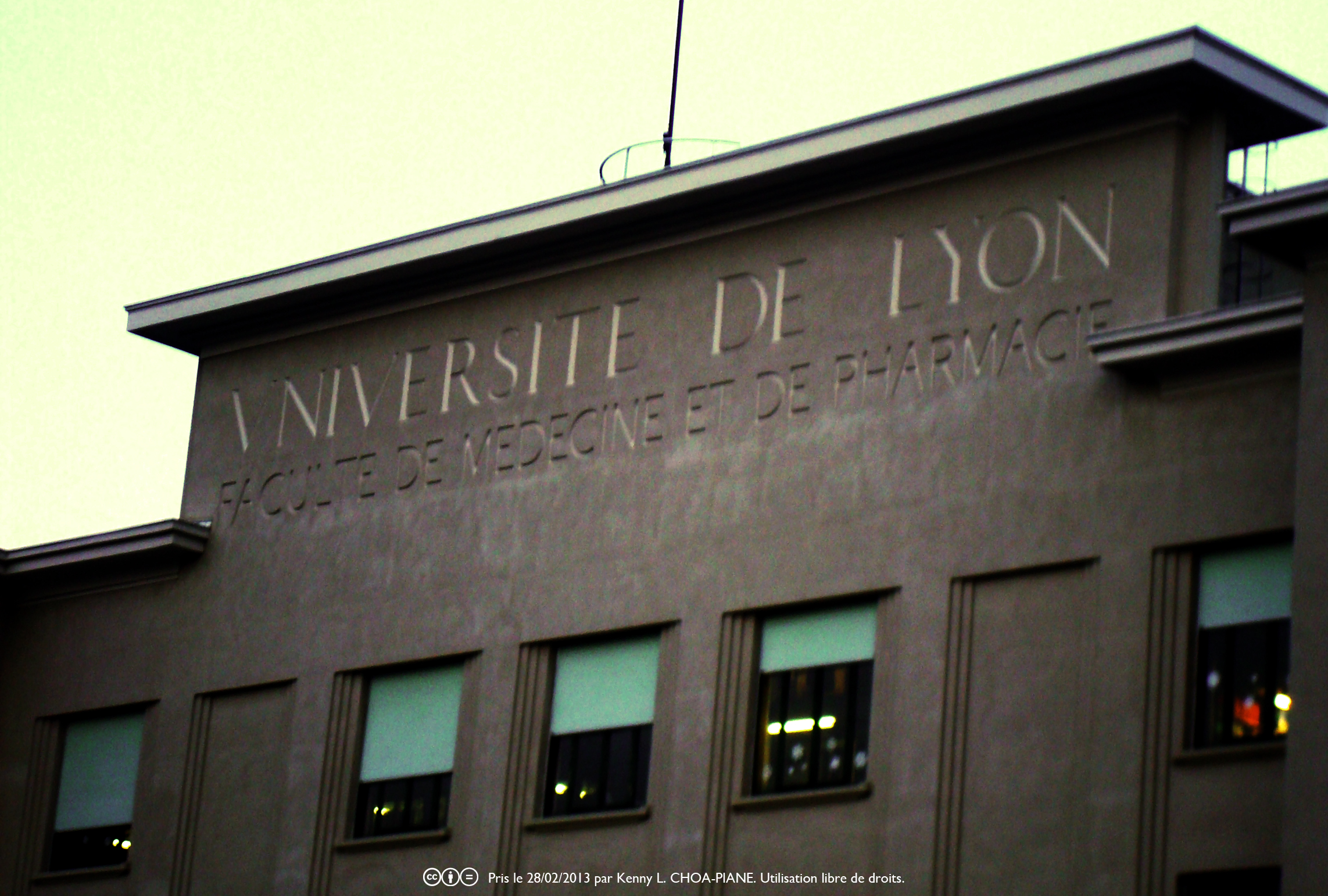
Vue de l'inscription de la faculté de médecine et pharmacie Lyon est

### Centre Léon Bérard

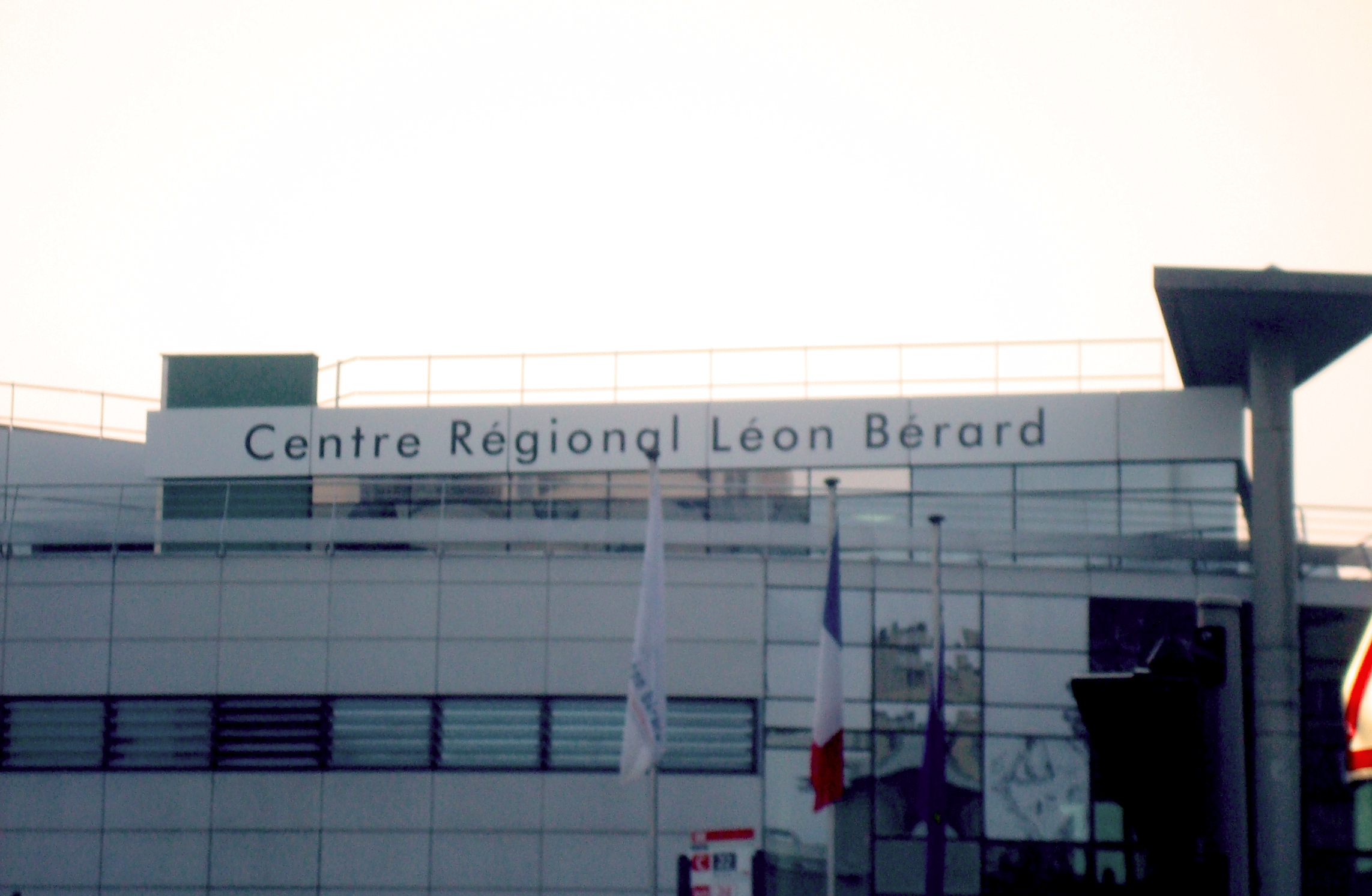
Détail du panneau Léon Bérard

Le professeur Léon Bérard fut un des pionniers de la chirurgie thoracique et de la lutte contre le cancer en France.
- Le 10 novembre 1923, il inaugure sous le grand dôme de l’Hôtel Dieu de Lyon le deuxième centre anti-cancéreux français, disposant alors de 60 lits.
- En 1935, le centre, devenu trop petit, est transféré vers l’hôpital de Grange-Blanche tout récemment inauguré. Il se dote alors d’appareils de radiothérapie à plus grand rendement et de services chirurgicaux plus modernes.
- En 1940, Léon Bérard prend sa retraite. Cependant, le centre devient trop petit pour accueillir décemment les patients qui affluent. Le professeur Paul Santy imagine alors un centre plus grand, de 300 lits. La construction de ce nouveau centre commence en 1950 (à l’emplacement actuel) et s’achève en 1958.

La construction de ce centre conforte ainsi la place de Grange-Blanche comme « quartier de la santé ».

### Centre International de Recherche sur le Cancer (CIRC)
L’idée initiale de la formation d’un centre international de recherche contre le cancer fut formulée dès les années 1960 par Emmanuel d’Astier de la Vigerie, officier de marine, résistant puis politicien, qui forma la demande par deux fois auprès du Général De Gaulle, la première fois seul, puis la deuxième fois le 8 novembre 1963 accompagné de 12 autres personnalités françaises, dont Pierre Auger et Charles Le Corbusier. Le projet prévoyait que l’institution soit financée par le prélèvement d’ une partie des crédits militaires alloués par les états au profit de la recherche contre le cancer.
Presque aussitôt, le général De Gaulle répond favorablement à ce deuxième appel. Son gouvernement prend aussitôt contact avec l’OMS, la RFA, l’URSS, les EE-UU, l’Italie et le RU.
Le CIRC naît officiellement le 20 mai 1965, lors de la 18e Assemblée Mondiale de la Santé. L’OMS fait une déclaration le 20 septembre 1965 pour dire que le CIRC est entré officiellement en fonction le 15 septembre 1965.
Le 24 septembre 1965, l’OMS annonce avoir choisi Lyon comme ville d’établissement du CIRC.

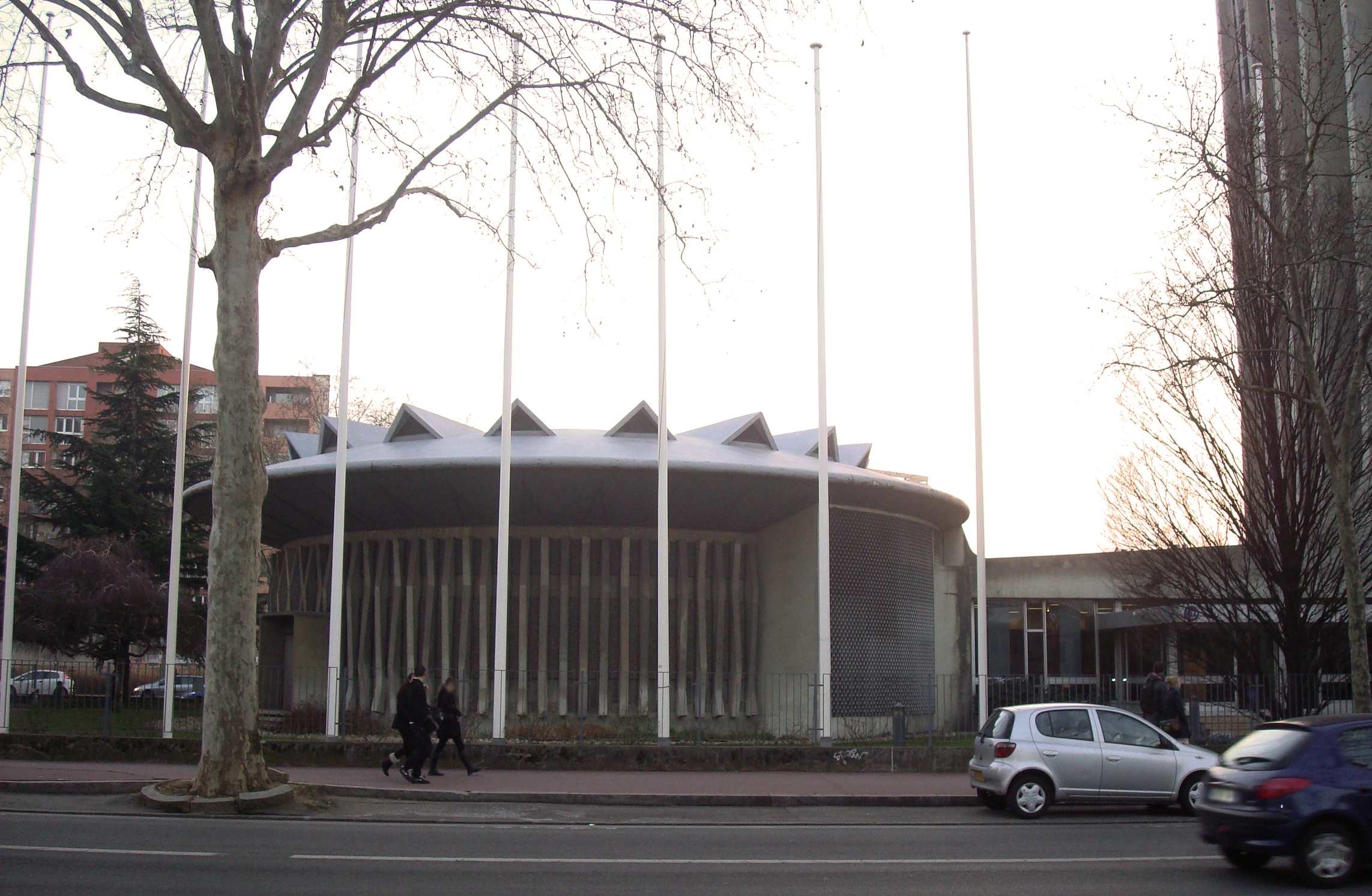
Vue de l'amphithéâtre du CIRC, qui sert de salle de congrès

Le 14 mars 1967, un accord de siège est conclu entre l’OMS et le gouvernement français. Le maire de Lyon, Louis Pradel, met alors à disposition du CIRC des locaux provisoires, situés au 16 avenue du maréchal Foch pour les bureaux principaux, et dans la nouvelle unité INSERM au 1 place du Professeur-Renaut pour les laboratoires (là où se situe à présent l’IHOP). L’ouverture des locaux équipés du CIRC s’effectue le 22 mai 1967, et l’élaboration du futur bâtiment commence alors.
La construction de l’immeuble du CIRC a été prise en charge conjointement par le gouvernement français, le département du Rhône et la ville de Lyon. La première pierre de l’édifice fut posée officiellement le 23 mars 1969, en présence notamment du Premier Ministre Maurice Couve de Murville et du maire de Lyon Louis Pradel.
Le bâtiment du CIRC est finalement inauguré le 9 mai 1972, en présence du Président Georges Pompidou
Le bâtiment entièrement climatisé comprend un auditorium, des salles de conférences, une bibliothèque, des laboratoires et des bureaux, le tout réparti sur 7000 m² de surface utile. Le bâtiment du CIRC se décompose en deux parties : un grand immeuble et l’auditorium. L’auditorium est situé dans un jardin et est circulaire. S’y réunissent les plus grands chercheurs de la lutte contre le cancer du monde. Le grand immeuble (mini gratte-ciel) possède une architecture typique de la période des années 1970, avec son aspect en une sorte de flèche lancée vers le ciel.
L’implantation du CIRC dans le quartier de Grange-Blanche parachève donc son statut de quartier de la santé, mais qui prend alors une dimension internationale.

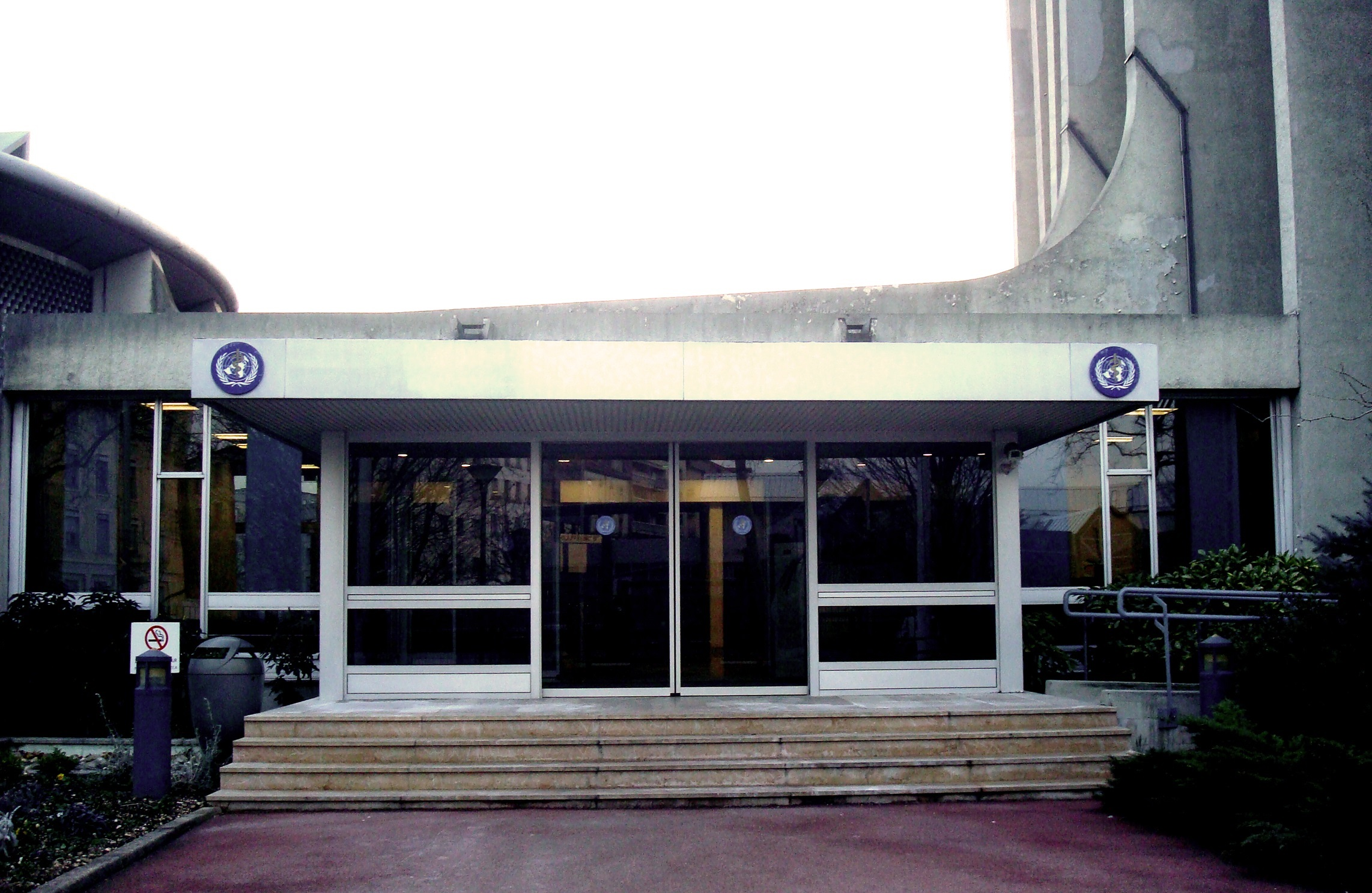
Vue de l'entrée du CIRC
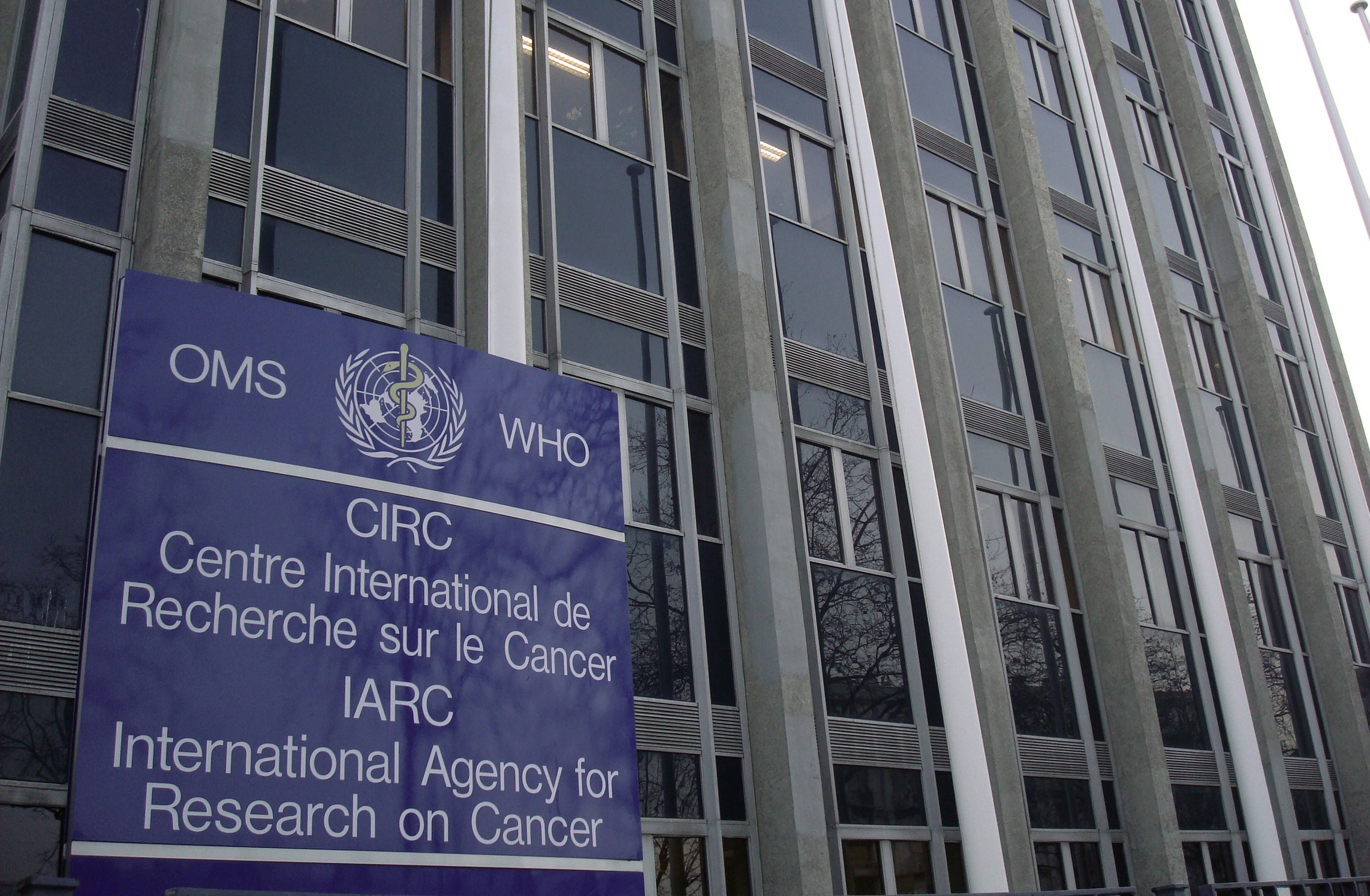
Panneau et tour du CIRC

## Accessibilité
Le quartier de Grange-Blanche est desservi par le   et les lignes de tramway   et   à la station Grange-Blanche.
Grange-Blanche est également une petite gare routière desservie par plusieurs bus.